# Leonardo Di Lorenzo
Leonardo Di Lorenzo (Buenos Aires, Argentina, 20 de mayo de 1981) es un exfutbolista argentino que jugaba de centrocampista.
Luego de 8 temporadas en el Club Atlético Temperley anunció su retiro del fútbol profesional en 2021.

## Clubes
| Club                        | País      | Año       | PJ  | Goles |
| --------------------------- | --------- | --------- | --- | ----- |
| San Lorenzo                 | Argentina | 2000-2005 | 32  | 1     |
| → Atlético Rafaela (cedido) | Argentina | 2003-2004 | 37  | 2     |
| Argentinos Juniors          | Argentina | 2005      | 1   | 0     |
| → Ottawa Fury (cedido)      | Canadá    | 2006      | 6   | 1     |
| Montreal Impact             | Canadá    | 2006-2011 | 139 | 10    |
| Deportes Concepción         | Chile     | 2012      | 18  | 3     |
| Universidad de Concepción   | Chile     | 2012-2013 | 17  | 1     |
| Acassuso                    | Argentina | 2013      | 19  | 0     |
| Temperley                   | Argentina | 2013-2021 | 129 | 5     |

## Palmarés

### Campeonatos nacionales
| Título             | Club            | País      | Año  |
| ------------------ | --------------- | --------- | ---- |
| Torneo Clausura    | San Lorenzo     | Argentina | 2001 |
| USL First Division | Montreal Impact | Canadá    | 2009 |

### Campeonatos internacionales
| Título            | Club        | País      | Año  |
| ----------------- | ----------- | --------- | ---- |
| Copa Mercosur     | San Lorenzo | Argentina | 2001 |
| Copa Sudamericana | San Lorenzo | Argentina | 2002 |